# ТЗМ-Т
ТЗМ-Т (индекс ГБТУ — Объект 563) — российская тяжёлая транспортно-заряжающая машина из состава тяжёлой огнемётной системы ТОС-1А «Солнцепёк». Создана на базе основного боевого танка Т-72А.

## Серийное производство
В 2009 году государственный заказ предусматривал поставку как минимум двух единиц ТЗМ-Т в в/ч 91416 (860-й отдельный огнемётный батальон). Стоимость одной единицы ТЗМ-Т на 2009 год составляла 10 870 400 рублей.
В 2011 году Государственный оборонный заказ предусматривает поставку как минимум трёх единиц ТЗМ-Т в войска. 2 единицы должны быть поставлены в посёлок Горный (Забайкальский край) и 1 единица — в посёлок Раздольное (Приморский край). Стоимость одной единицы ТЗМ-Т на 2011 год составляет 10 725 120 рублей 00 копеек.

## Описание конструкции
Основной задачей транспортно-заряжающей машины ТЗМ-Т является разряжание и заряжание боевой машины БМ-1, входящей в состав реактивной системы залпового огня ТОС-1А «Солнцепёк». Машина способна транспортировать до 24 неуправляемых реактивных снарядов. Ракеты в транспортном положении закрываются специальным броневым кожухом. Всё оборудование машины размещено на гусеничном бронированном шасси, созданном на базе основного боевого танка Т-72А. В составе экипажа находятся 3 человека: механик-водитель, командир и оператор.

### Вооружение
В качестве основного средства защиты в ТЗМ-Т имеется 5,45-мм пулемёт РПКС-74. Возимый боезапас составляет 1440 патронов. Также дополнительно в машине имеются:
1. Два автомата АКС-74 с боезапасом в 600 патронов;
2. 5 противотанковых гранат РПГ-26 «Аглень»;
3. 10 гранат Ф-1.

### Средства связи и наблюдения
Из приборов наблюдения на ТЗМ-Т имеются:
1. Четыре дневных прибора наблюдения ТНПО-160 со встроенным регулятором температуры;
2. Два дневных прибора наблюдения ТНПА-65;
3. Ночной перископический прибор наблюдения ТВНЕ-4Б;
4. Дневной обогреваемый прибор наблюдения ТНПО-168В.

Внешняя связь осуществляется по УКВ радиостанции Р-163-50У, которая способна работать в диапазонах частот от 30025 до 79975 кГц на 10 заранее подготовленных каналах. Радиус действия радиостанции составляет около 20 км. Внутренняя связь между экипажем осуществляется по танковому переговорному устройству Р-174 на 3 абонента.

### Двигатель и трансмиссия
В качестве силовой установки в ТЗМ-Т используется дизельный двигатель В-84МС, производства Челябинского тракторного завода. Максимальная мощность двигателя составляет 840 л. с. при частоте в 2000 об/мин. Трансмиссия — механическая. Для запуска двигателя используются два вида систем — воздушная и электрическая. В качестве аккумулятора используются 4 свинцово-кислотные аккумуляторные батареи 6СТЭН-140М общей ёмкостью 280 Ач.

### Специальное оборудование
Транспортно-заряжающая машина ТЗМ-Т имеет встроенное оборудование бульдозерного типа для самоокапывания. Имеется возможность работы в условиях применения химического и ядерного оружия, для этого в машине установлена фильтровентиляционная установка, а также прибор радио- и химической разведки ГО-27. Для маскировки машины на местности в ТЗМ-Т установлена термическая дымовая аппаратура, способная создавать плотную непросматриваемую дымовую завесу. Длина завесы составляет от 250 до 400 метров.
Погрузка, разгрузка ракет, а также заряжание и разряжание боевой машины БМ-1 производятся с помощью специального крана-манипулятора, грузоподъёмностью 1 т. Управление краном производится дистанционно с помощью гидравлического привода. Полный цикл заряжания/разряжания производится за 24 минуты. Гарантированный ресурс крана составляет 200 циклов. Углы поворота стрелы крана составляют: влево — 50°, вправо — 210°.